# Randall Garrison
Randall C. Garrison MP (sinh ngày 27 tháng 8 năm 1951) là một chính khách người Canada. Được bầu vào Hạ viện trong cuộc bầu cử liên bang năm 2011, ông đại diện cho khu vực bầu cử của Esquimalt—Saanich—Sooke và là thành viên của Đảng Dân chủ Mới. Ông phục vụ như là nhà phê bình của đảng cho các vấn đề đồng tính nữ, đồng tính nam, song tính, chuyển giới và chuyển đổi giới tính, kế nhiệm cựu nghị sĩ Bill Siksay, và cho Quốc phòng. Kể từ khi trở thành nghị sĩ, ông đã đưa ra luật để sửa đổi Đạo luật Nhân quyền Canada và Bộ luật Hình sự, trả lại bảo vệ môi trường liên bang cho Sông Vàng và vận động chính phủ thực hiện kế hoạch hành động liên quan đến cá voi sát thủ miền Nam đang bị đe dọa. Một cựu giảng viên tội phạm học và khoa học chính trị tại Camosun College, Garrison là người đồng tính công khai và sống ở Esquimalt, British Columbia, với bạn đời của mình, Teddy Pardede.
Garrison trước đây đã tham gia bầu cử trong cuộc bầu cử liên bang năm 2004 và 2006, cả hai lần là ứng cử viên NDP trong cuộc đua Esquimalt—Juan de Fuca và cả hai lần thua cuộc trước nghị sĩ đương nhiệm Keith Martin. Ông sống ở Vancouver trong một thời gian ngắn, trong thời gian đó ông được đề cử là ứng cử viên NDP tại Trung Vancouver tranh đua trong bầu cử liên bang năm 2008 trước khi bỏ học vì "lý do cá nhân và chuyên nghiệp". Sau khi trở lại Esquimalt, ông được bầu vào Hội đồng Thành phố Esquimalt với nhiệm kỳ ba năm bắt đầu vào tháng 11 năm 2008.
Garrison đã phục vụ trong hội đồng quản trị của một số tổ chức phi lợi nhuận cũng như Ban cảnh sát Esquimalt. Ông cũng là một nhà hoạt động nhân quyền quốc tế. Ông đã làm việc như một nhà nghiên cứu trị an ở Afghanistan với Tổ chức Ân xá Quốc tế, trong một dự án xây dựng hòa bình Kitô giáo ở Indonesia cho Ủy ban Di cư Công giáo Quốc tế, và là điều phối viên của IFET, một phái đoàn quan sát viên nhân quyền quốc tế cho trưng cầu dân ý về độc lập Đông Timor năm 1999. Vào tháng 5 năm 2010, Garrison đã phục vụ như một nhà quan sát quốc tế với Phái bộ Quan sát viên Quốc tế Nhân dân (PIOM) tại Khu tự trị Hồi giáo Mindanao cho bầu cử quốc gia ở Philippines.